# 格雷冰川
格雷冰川（英語：Gray Glacier）是南極洲的冰川，位於奧次地，處於塔拉卡諾夫嶺以南的科巴姆山脈地區，長11公里，最終與菲臘親王冰川匯流注入尼姆羅德冰川，現時由南極條約體系管理。

## 外部連結
. . United States Geological Survey.   [2012-05-06].
82°23′S 159°35′E / 82.383°S 159.583°E